# Protofeminisme

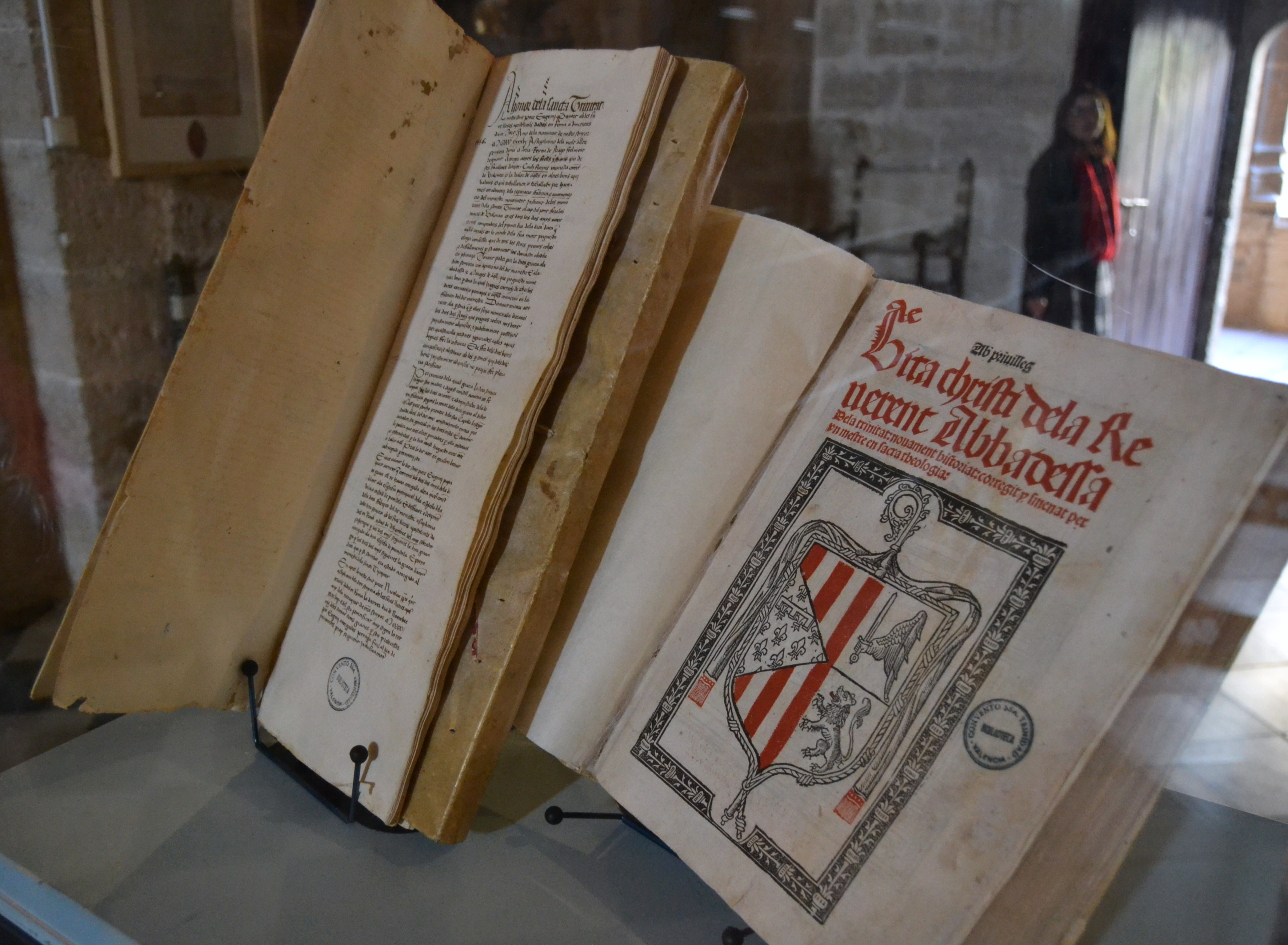
La vida de Crist des del punt de vista de dones, escrita i publicada per Isabel de Villena l'edat mitjana

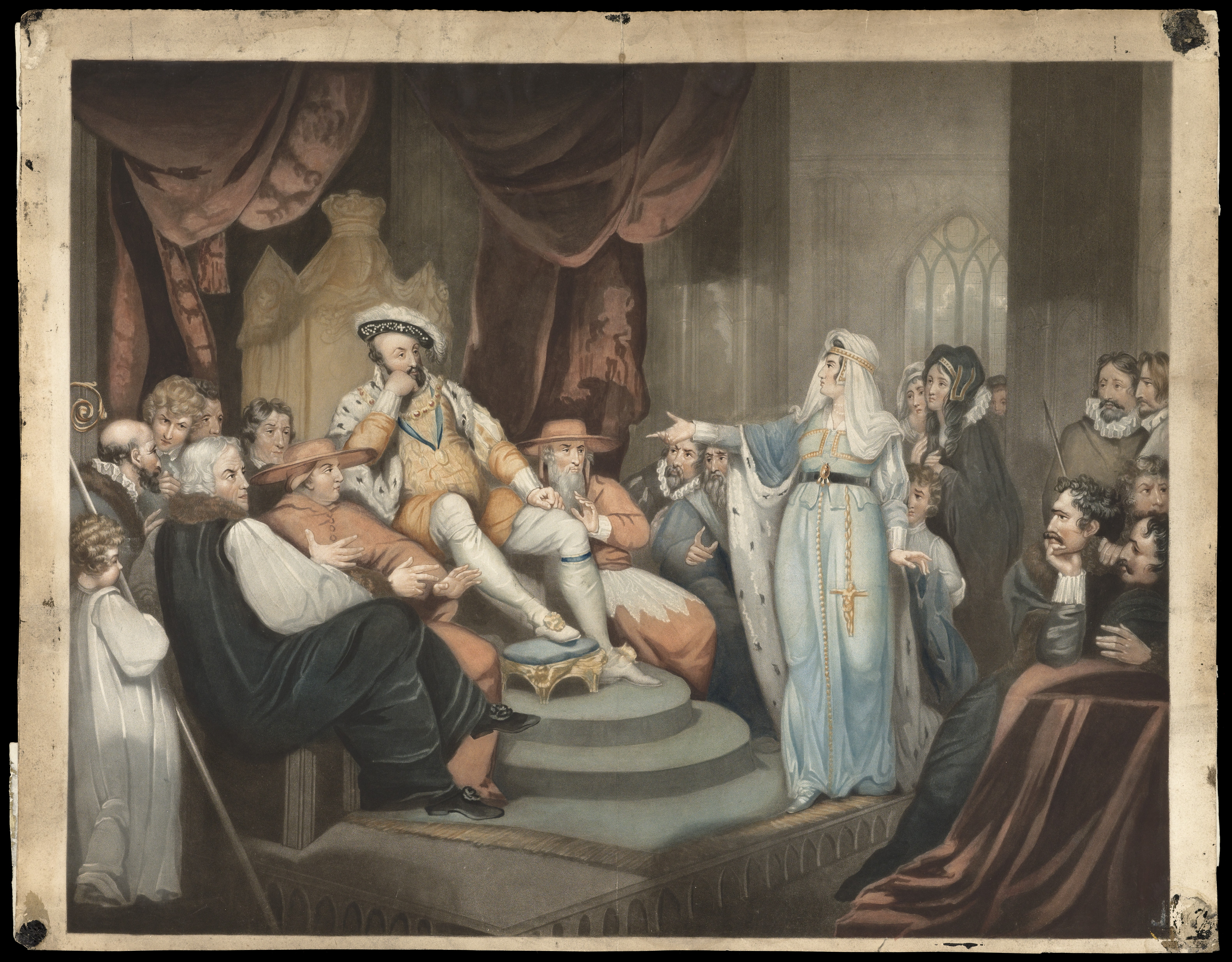
Caterina d'Aragó a la cort

Protofeminisme és el conjunt d'idees, actituds, comportaments o accions que segueixen els conceptes feministes en una època anterior a l'encunyament del terme feminisme i les teories que el sustenten, és a dir, aquelles obres i pensaments anteriors al segle xx. El terme no és acceptat de manera unànime, perquè es pot considerar feminista qualsevol persona o conducta que segueixi els principis de la teoria feminista, sigui del l'època que sigui, però a la història del moviment es pot usar per diferenciar entre els períodes bàsics d'aquest.

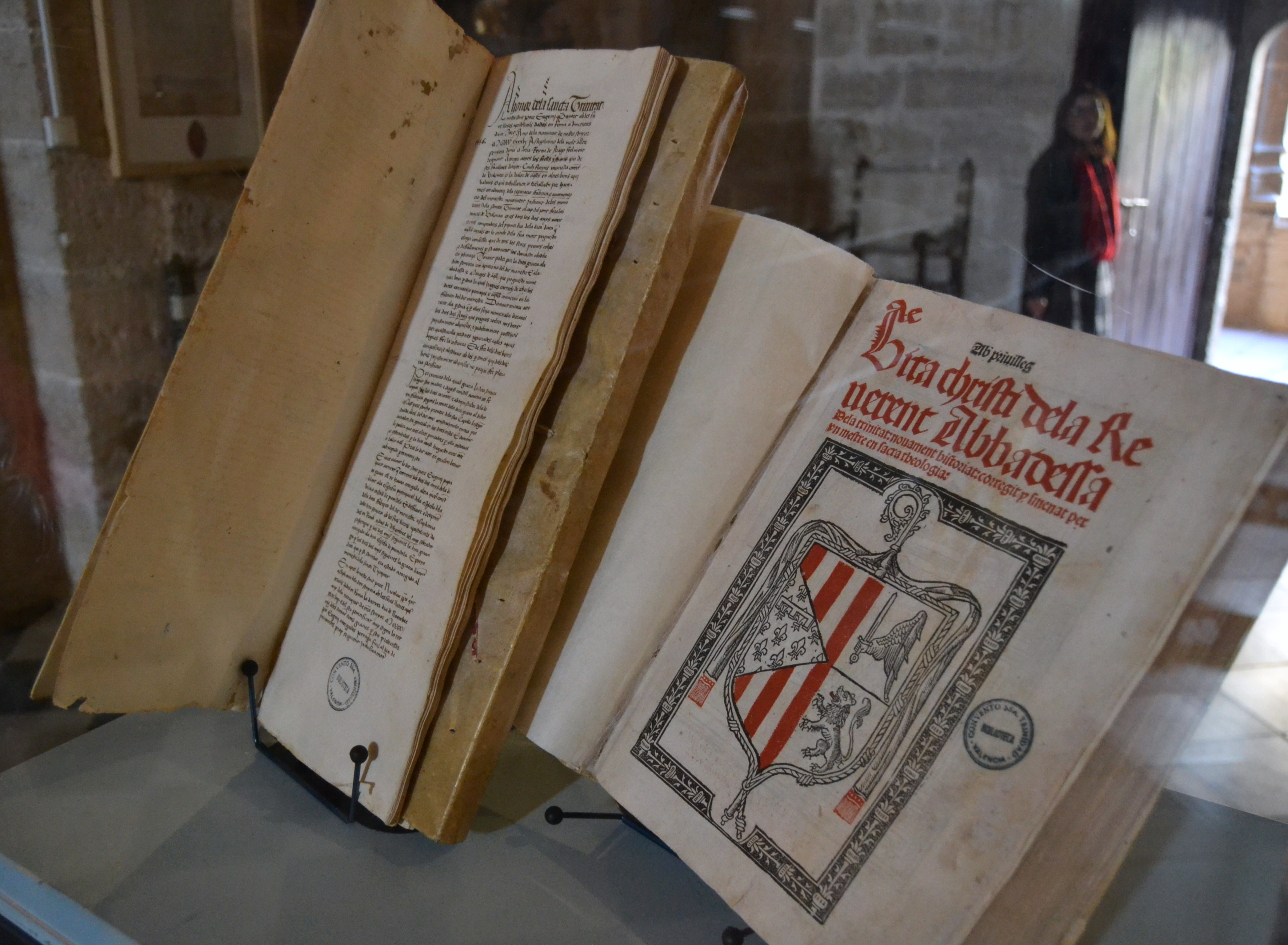
La vida de Crist des del punt de vista de dones, escrita i editada per dones a l'edat mitjana

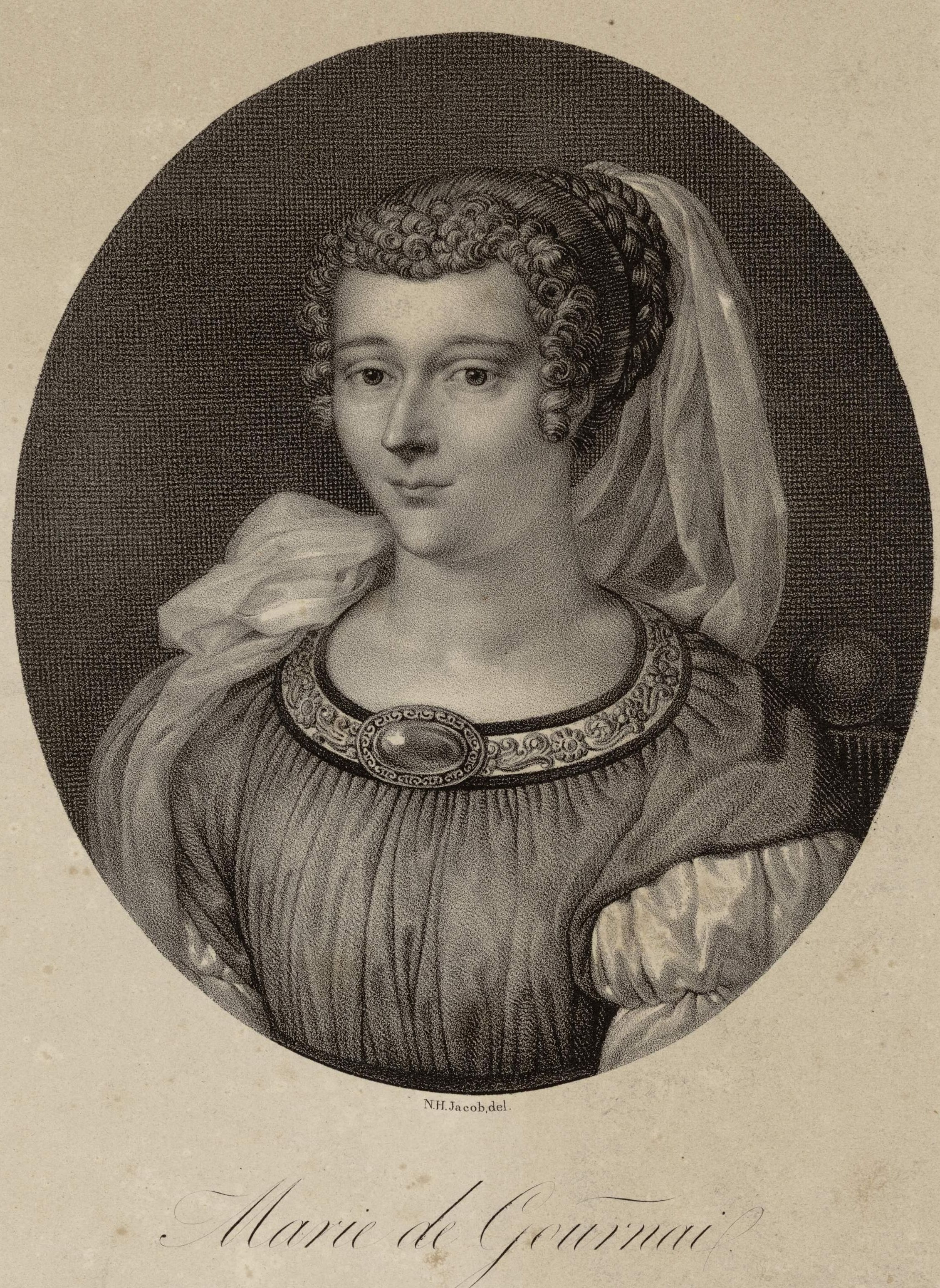
Marie de Gournay, autora de La igualtat entre homes i dones (1622)

Històricament, en les societats premodernes, les dones en general han estat excloses de molts àmbits que estan disponibles en l'actualitat (política, economia, militarisme, etc.). A l'antiga ciutat grega, la dona no tenia dret a vot; si bé era lliure, no tenia dret a immiscir-se en els assumptes econòmics de la ciutat a causa del fet que, per al dret a vot, s'havien de pagar imposts.
La dona sovint es limita a un deure de fer feines domèstiques com a mitjà de subsistència i la protecció de la casa era de responsabilitat masculina (més o menys cert en la pràctica, perquè és l'ideal "patriarcal", i en la realitat, la tasca de les dones com a mitjà de subsistència i la protecció de la casa era essencial per a la supervivència de la família). La dona, tradicionalment encarregada de la gestió de la llar, manteniment i recepció de convidats, etc., continua, però, depenent del marit després d'estar amb els seus pares, d'acord amb la ideologia patriarcal. De fet, la idea que les dones són mantingudes pels homes de la seva família és una típica inversió de la productivitat dels oprimits i de les oprimides. El patriarcats consisteixen essencialment en la llibertat de treball de la dona per al benefici dels homes (la condició de serventa, en l'agricultura, l'artesania, les professions independents i liberals...), a més de les operacions nacionals (el treball de neteja és realitzat pel 80% de dones encara avui dia a França) i el suport a les persones amb discapacitat i la família (nens, ancians, dependents). Igual que qualsevol opressió, el patriarcat és un sistema d'explotació d'una classe per una altra: individualment (treball domèstic) i col·lectivament (la segregació horitzontal i vertical del mercat de treball): els dominadors depenen del treball dels oprimits.
En moltes societats, les dones, en les mentalitats de l'època, no produeixen més que descendència. D'aquesta manera, històricament, les dones es veuen privades, entre d'altres, del dret de vot, del dret a administrar els seus ingressos i els seus comptes, el dret al divorci i l'accés a certes zones reservades exclusivament per a homes.
Algunes protofeministes medievals reconegudes per la seva aportació al feminisme són Marie de France, Elionor d'Aquitània, Bettisia Gozzadini, Eduvigis de Polònia, Laura Cereta i La Malinche. En el Renaixement, Caterina d'Aragó va lluitar perquè les dones angleses accedissin a l'educació, la va popularitzar i va comissionar-ne una publicació argumentant el dret a aquesta per part de les dones. De la seva època es poden esmentar, per exemple, també, Moderata Fonte i Agrippa de Nettesheim, que sostenien fins i tot la superioritat de les dones sobre els homes. Un exemple de protofeminisme és el Vita Christi, que va escriure a finals del segle XV l'abadessa del convent de la Trinitat de València, sor Isabel de Villena, un text en el qual narra la vida de Crist a partir de dones que compartien la seva vida i es considera la primera obra literària protofeminista en català i va ser editada per una dona, Aldonça de Montsoriu. Al mateix segle, a Poissy, Christine de Pisan va escriure en francès La ciutat de les dames, en què l'autora es planteja fer una genealogia femenina i en general es qüestionen els prejudicis contra les dones en tots els àmbits socials. Al segle xvi destacà l'escriptora valenciana Jerònima Galés, que a més va ser impressora i, de fet, la cap del taller més important de la seva època. Posteriorment, Marie de Gournay i François Poullain de la Barre van escriure assajos que actualment es consideren feministes, defensant la igualtat entre homes i dones. Es conserven molts altres escrits protofeministes del segle xvii, com els de Margarida d'Angulema, Anna Maria van Schurman o Juana Inés de la Cruz, i encara més, successivament, a mesura que l'època s'acosta a l'actual.
L'organització de la societat prefeminista, en gran part basada en el gènere en un consens d'àmplia base, a través de la història, però, ha estat un desafiament per aconseguir-ne la supressió gradual en el segle xx, amb, per exemple, la Declaració Universal dels Drets Humans que s'aplicarà a les dones -i encara imperfectament- gràcies a la lluita feminista. L'argument biològic, àmpliament explotat, i les diferències de gènere s'utilitzen per a reduir les dones a la maternitat. S'ha establert un ampli consens pel que fa a dones i homes en la forma d'organització de gènere en l'empresa, el seu desajust amb els costums i el canvi social s'ha fet cada cop més evident. Alguns òrgans legislatius de les religions abrahàmiques demostren el seu desenvolupament: la prohibició, proclamada per Jesús de Natzaret de repudiar-les i el dret al divorci i, a continuació, donant en el protestantisme el sacerdoci a les dones. Per tant, la contribució del feminisme en el segle xx es manifesta per la realització incondicional i universal dels drets de la dona; tenint en compte l'evolució de la societat, s'ha convertit en una de les principals expectatives.